# Heinrich von Suhm
Heinrich von Suhm (* 5. Oktober 1693; † 15. Januar 1744 in Kopenhagen) war ein dänischer Schoutbynacht und Gouverneur in Dänisch-Guinea sowie in Dänisch-Westindien.

## Familie
Heinrich von Suhm entstammte der dänischen Adelsfamilie Suhm und war ein Sohn des königlich polnischen und kursächsischen Geheimen Kriegs- und Kammerrat Burchard von Suhm (1666–1720) und der Gesilla von Brüggemann (1672–1711). Er war in erster Ehe mit Anna Catharina Frörup  († 1726) vermählt. Aus der Ehe gingen drei Söhne hervor. Im Jahre 1739 heiratete Suhm die Witwe des Christian Holm, Sophie Elisabeth Benzon (1705–1747), diese Ehe blieb kinderlos, nachdem sie erneut Witwe war, vermählte sie sich ein Drittes Mal mit Admiral Michael Barrel.

## Leben
Suhms Laufbahn begann 1700 als Marinekadett, 1719 wurde er zum Premierleutnant und 1723 zum Kapitänleutnant befördert. 1725 war er Kapitän, 1732 stand er im Rang eines Kommandeurkapitäns und muss in der Folge auch in den Rang eines Schoutbynacht gekommen sein.
Von 1723 bis 1727 war Suhm anfangs Vizekommandant, dann Generalgouverneur in Christiansburg, Dänisch-Guinea und anschließend, von 1727 bis 1733 Gouverneur in Dänisch-Westindien.